# Mentuotepe II
Mentuotepe II (Mentuhotep) foi um faraó da XI dinastia egípcia, responsável pela reunificação do Egito, evento que representou o fim do Primeiro Período Intermediário. Era filho do rei Antefe III e de Iá. Teve como prenome Nebepetré. 
Mentuotepe começou por governar a região de Tebas, antes do início de um período de conflito entre o seu reino e o de Heracleópolis, onde governava a X dinastia. Após a reunificação, conseguida com a derrota da dinastia heracleopolitana, a capital do Egito foi transferida para Tebas. O faraó restabeleceu o cargo de tjati e conduziu ainda campanhas militares contra os Líbios e os beduínos do Sinai.
Ao longo do seu reinado Mentuotepe ordenou um vasto programa de obras, a maior parte das quais não sobreviveu até aos dias de hoje. Encontra-se atestada a construção de novos templos e capelas em locais como Dendera, Guebeleim, Abidos, Tod, Ermante, Elcabe, Carnaque e Assuão.
O complexo funerário de Mentuotepe II situa-se em Deir Elbari e representa uma combinação entre uma mastaba e um túmulo escavado na rocha. No complexo encontraram-se os túmulos da seis esposas do rei. Seria em Deir Elbari que seis séculos depois, no Reino Novo, a rainha Hatexepsute ordenaria a construção do seu templo funerário.